# مايك مكارتني
مايك مكارتني (بالإنجليزية: Mike McCartney)‏ هو مدرب كرة قدم ولاعب كرة قدم بريطاني في مركز ظهير ‏، ولد في 28 سبتمبر 1954 في ماسلبره في المملكة المتحدة، وتوفي في 2 يناير 2018. لعب مع نادي بليموث أرجايل ونادي ساوثهامبتون ونادي كارلايل يونايتد ووست بروميتش ألبيون.